# Ernst Otto Steinborn
Ernst Otto Heinrich Steinborn (* 8. Mai 1932 in Dresden; † 20. April 2017) war ein deutscher Chemiker (Theoretische Chemie). Er war Professor an der Universität Regensburg.

## Leben
Steinborn studierte ab 1952 Physik an der TU Dresden mit dem Diplom in theoretischer Physik bei Wilhelm Macke 1959. Danach ging er zu Gustav Richter am Institut für Kernphysik in Zeuthen um zu promovieren. 1961 war er auf der Enrico Fermi Sommerschule in Varenna und blieb nach dem Mauerbau 1961 im Westen. Er wurde 1965 an der Goethe-Universität Frankfurt am Main bei Hermann Hartmann promoviert (Zur Deutung der Ultraviolett-Absorptionsspektren der Alkalihalogenid-Kristalle) und war als Post-Doktorand 1967 bis 1969 bei Klaus Ruedenberg an der Iowa State University. 1969 wurde er wissenschaftlicher Mitarbeiter von Günter Gliemann an der TU Berlin und habilitierte sich im selben Jahr. 1970 wurde er wissenschaftlicher Rat und Professor an der TU Berlin und 1971 bis zur Emeritierung 1997 war er Professor in Regensburg.